# Niels van Duijn
Niels van Duijn (Leiden, 29 oktober 1984) is een voormalige Nederlands voetballer, die als middenvelder speelde.
Van Duijn speelde tussen 2003 en 2007 bij FC Volendam. Vervolgens speelde hij tot 2013 bij amateurclub Quick Boys, waarna hij stopte met voetballen. Na zijn voetbalcarrière werd Van Duijn piloot in het buitenland.

## Erelijst
- Speler van het jaar (Quick Boys) : 2007-2008